# جيمس هنتر الثالث
جيمس هنتر الثالث (بالإنجليزية: James Hunter III)‏ هو قاضي ومحامي أمريكي، ولد في 26 ديسمبر 1916 في وستفيل في الولايات المتحدة، وتوفي في 10 فبراير 1989 في ماونت هولي ‏ في الولايات المتحدة.